# Goodnight My Love
Goodnight My Love är en populär sång skriven av John Marascalco och George Motola 1956.
Dessa artister har spelat in låten.

## Inspelade versioner
- Paul Anka
- Paula Abdul
- Jesse Belvin
- Brook Benton
- Barry Biggs
- Alex Chilton
- Harry Connick Jr.
- Tony Danza
- Gloria Estefan
- The Fleetwoods
- The Four Seasons
- Art Garfunkel
- Screamin' Jay Hawkins
- John Holt
- Ben E. King
- Gladys Knight & the Pips
- Los Lobos
- The McGuire Sisters
- The Tymes
- The Vogues